# A Summer Place
A Summer Place is een speelfilm uit 1959 van de Amerikaanse regisseur Delmer Daves. In de hoofdrollen zijn: Richard Egan, Dorothy McGuire, Troy Donahue, en Sandra Dee. "Theme from A Summer Place", oorspronkelijk bekend als: "Molly and Johnny Theme", gecomponeerd door: Max Steiner is uitgevoerd door Hugo Winterhalter en zijn orkest. Het is echter de cover uitgevoerd door Percy Faith en zijn orkest, uit september 1959, dat op 13 april 1961 een Grammy Award heeft gewonnen en met de film wordt geassocieerd. Maar deze is één van vele versies en komt niet voor in de film zelf.

## Samenvatting
Ken Jorgenson, een miljonair is getrouwd met Helen en ze hebben een dochter Molly. Zij gaan op vakantie naar Pine Island Ridge alwaar Ken twintig jaar geleden badmeester was. Hij verblijft drie weken bij zijn vroegere huisbaas Bart Hunter die gedwongen is de kamers van zijn grote huis te verhuren om te overleven. Bart, zijn twintigjarige zoon, wordt verliefd op Kens dochter Molly.

## Rolverdeling
| Acteur          | Personage                  |
| --------------- | -------------------------- |
| Richard Egan    | Ken Jorgenson              |
| Dorothy McGuire | Sylvia Hunter              |
| Sandra Dee      | Molly Jorgenson            |
| Arthur Kennedy  | Bart Hunter                |
| Troy Donahue    | Johnny Hunter              |
| Constance Ford  | Helen Jorgenson            |
| Beulah Bondi    | Mrs. Emily Hamilton Hamble |
| Jack Richardson | Claude Andrews             |
| Martin Eric     | Todd Harper                |

## Onderscheidingen
- 1960 - 3 Laurel Awards, voor: de muziek van Max Steiner en in de categorie dramafilm voor de acteurs: Arthur Kennedy en Dorothy McGuire.